# Chuyện của Pao
Chuyện của Pao là một bộ phim điện ảnh chính kịch của Việt Nam công chiếu năm 2006. Bộ phim có sự tham gia của cặp vợ chồng Đỗ Thị Hải Yến (vai trò diễn viên) và Ngô Quang Hải (đạo diễn và viết kịch bản). Được chuyển thể từ truyện ngắn "Tiếng đàn môi sau bờ rào đá" của nhà văn Đỗ Bích Thúy. Truyện ngắn được nhà văn sáng tác dựa trên những số phận có thật.
Phim đã giành được nhiều giải thưởng trong nước và Quốc tế: 4 giải Cánh Diều Vàng tại Giải Cánh diều năm 2005 Giải Bông sen Bạc tại Liên hoan phim Việt Nam lần thứ 15 và Giải Đặc biệt của ban giám khảo tại Liên hoan phim châu Á - Thái Bình Dương lần 51.

## Nội dung
Pao là một cô gái người H'Mông. Sau khi người mẹ Kía của Pao tự tử, rất nhiều những sự kiện khác kéo tới, Pao quyết định lên đường đi tìm mẹ Sim về cho cha. Qua những cảnh phim được phục hiện từ sự hồi tưởng của Pao mà khán giả dần dần được khám phá những bí mật của tình yêu và những mối quan hệ giữa người với người nơi núi rừng miền Tây Bắc.

## Diễn viên
- Đỗ Thị Hải Yến trong vai Pao
- Như Quỳnh trong vai bà Kía
- Lý Thanh Kha trong vai ông Chúng
- Đỗ Hoa Thúy trong vai bà Sim
- Trần Doãn Tuấn trong vai Chử

## Sản xuất
Năm 2002, Ngô Quang Hải bắt tay chuyển thể truyện ngắn "Chuyện tình kể trong đêm mưa" của nhà văn  Nguyễn Huy Thiệp thành kịch bản phim điện ảnh cùng tên, nội dung câu chuyện là về cuộc sống của người dân vùng núi ở Việt Nam. Kinh phí ước tính khoảng 19 tỉ đồng, với Đỗ Thị Hải Yến làm diễn viên chính, nhưng dự án này không thực hiện được vì nhiều nguyên nhân.
Khoảng một năm sau, Ngô Quang Hải thực hiện dự án điện ảnh khác về đề tài miền núi đó là Chuyện của Pao, được Quang Hải chuyển thể từ truyện ngắn "Tiếng đàn môi sau bờ rào đá" của nhà văn Đỗ Bích Thúy. Sau hai năm hoàn thiện, vào năm 2005, kịch bản Chuyện của Pao là kích bản duy nhất được phê duyệt trong số 15 kịch bản đã trình lên Cục điện ảnh Việt Nam, qua đó trở thành kịch bản điện ảnh đầu tiên được đem ra đấu thầu sản xuất. Đây thực chất là cách làm mới của việc nhà nước đặt hàng làm phim, Hãng phim truyện I là đơn vị giành được quyền sản xuất với kinh phí từ Cục Điện ảnh là 2,2 tỉ.

## Phát hành
Bộ phim được công chiếu từ ngày 18 tháng 8, nhưng không được các cụm rạp thị trường nhận phát hành.

## Đón nhận

### Đánh giá
Theo nhà phê bình điện ảnh Ngô Phương Lan, "Điểm mạnh dễ nhận thấy nhất là nhà làm phim đã tạo được một ấn tượng thị giác thực sự trong phim... Chuyện của Pao đem đến một màu sắc riêng, ...Điều này tạo cho bộ phim một "chất nhựa", để lại cho người xem ít nhiều ấn tượng và sự xúc động. Nhưng, cũng giống như nhiều đạo diễn, chắc hẳn Ngô Quang Hải luôn ở trong tâm trạng "sợ" người xem không hiểu ý mình nên thường xuyên cố gắng giải thích. Mọi lời giải thích lại "thường xuyên" đặt vào lời tự sự của Pao. Đây chính là nguyên nhân gây "dị ứng" đối với không ít người."  "Âm nhạc trong phim phải nói rằng rất đẹp, rất sang trọng. Nhưng dường như đối với một bộ phim... về những con người miền núi này- thì cái đẹp, cái sang trọng ấy đôi khi lại lạc điệu."
Nhạc sĩ Huy Tuấn nhận xét âm nhạc của phim hoàn toàn bị "động" và không thể nói đó là một “gu” thống nhất được. Phần âm nhạc của Chuyện của Pao là sự ghép nối hai phần nhạc do hai nhạc sĩ khác nhau viết. Phần chỉnh sửa, ghép thêm vào lại được hơn phần chính.

### Tham dự các Liên hoan phim
Giữa tháng 8 năm 2006, Chuyện của Pao được tham gia đề cử tại World Film Festival lần thứ 30 tổ chức ở Montreal, Canada.  Đây là lần đầu tiên Việt Nam có phim được tham gia đề cử, Chuyện của Pao có 5 đề cử trong đó bộ phim có tên trong hạng mục tại hạng mục "Phim đầu tay" (First Films World Competition) cùng 23 bộ phim khác. Sau nửa tháng tham dự Liên hoan phim Thế giới, bộ phim không giành được giải thưởng nào.
Vào tháng 9, Cục điện ảnh Việt Nam đã chọn gửi tham gia đề cử hạng mục Phim nói tiếng nước ngoài tại Giải Oscar lần thứ 79 tổ chức đầu năm 2007, nhưng không giành giải. Cuối tháng 10 năm 2006, bộ phim có 12 buổi chiếu đặc biệt tại một số trường đại học ở Mỹ.
Tháng 4 năm 2008,  Chuyện của Pao được trình chiếu tại Liên hoan phim quốc tế Titanic lần thứ 15 tại Budapest, Hungary.

### Giải thưởng
Tại Giải Cánh diều 2005, Chuyện của Pao đã chiến thắng 4 đề cử trong hạng mục Phim điện ảnh gồm giải Cánh diều Vàng cho bộ phim, Nữ diễn viên chính xuất sắc cho Đỗ Hải Yến, Nữ diễn viên phụ xuất sắc cho Như Quỳnh và Quay phim xuất sắc cho Trần Hùng và Cordelia Beresford.
Đầu năm 2007, bộ phim giành giải thường đặc biệt tại Liên hoan Phim châu Á - Thái Bình Dương lần thứ 51, và vào cuối năm Chuyện của Pao giành được giải Bông sen Bạc tại Liên hoan phim Việt Nam lần thứ 15 cùng giải Nữ diễn viên chính xuất sắc cho Đỗ Hải Yến.
| Năm  | Giải thưởng                                        | Hạng mục Phim truyện điện ảnh | Đề cử                           | Kết quả        | Chú thích |
| ---- | -------------------------------------------------- | ----------------------------- | ------------------------------- | -------------- | --------- |
| 2006 | Giải Cánh diều 2005                                | Phim điện ảnh xuất sắc        | (bộ phim)                       | Cánh diều Vàng | [ 8 ]     |
| 2006 | Giải Cánh diều 2005                                | Nữ diễn viên chính xuất sắc   | Đỗ Thị Hải Yến                  | Đoạt giải      | [ 8 ]     |
| 2006 | Giải Cánh diều 2005                                | Nữ diễn viên phụ xuất sắc     | Đỗ Hoa Thúy                     | Đề cử          | [ 8 ]     |
| 2006 | Giải Cánh diều 2005                                | Nữ diễn viên phụ xuất sắc     | Như Quỳnh                       | Đoạt giải      | [ 8 ]     |
| 2006 | Giải Cánh diều 2005                                | Quay phim xuất sắc            | Trần Hùng và Cordelia Beresford | Đoạt giải      | [ 8 ]     |
| 2007 | Liên hoan phim Việt Nam lần thứ 15                 | Nữ diễn viên chính xuất sắc   | Đỗ Thị Hải Yến                  | Đoạt giải      | [ 31 ]    |
| 2007 | Liên hoan phim Việt Nam lần thứ 15                 | Phim điện ảnh xuất sắc        | (bộ phim)                       | Bông sen Bạc   | [ 31 ]    |
| 2007 | Liên hoan Phim châu Á - Thái Bình Dương lần thứ 51 | Phim điện ảnh xuất sắc        | (bộ phim)                       | Giải Đặc biệt  | [ 28 ]    |